# USS Mackerel (SS-204)
USS Mackerel (SS-204) – amerykański okręt podwodny. Jednostka prototypowa okrętów typu Mackerel. Pierwsza jednostka United States Navy nosząca nazwę pochodzącą od makreli.
Stępkę jednostki położono 6 października 1939 w stoczni Electric Boat Company w Groton. Została zwodowana 28 września 1940, matką chrzestną była pani William. R. Furlong. Okręt wszedł do służby 31 marca 1941, pierwszym dowódca został Lieutenant John F. Davidson.
W czasie II wojny światowej "Mackerel" był przydzielony do 1 Eskadry Okrętów Podwodnych (ang. Submarine Squadron 1) w New London. Uczestniczył w szkoleniach i projektach ulepszających amerykańskie okręty podwodne. Zaprojektowany jako jednostka doświadczalna zapewniał wsparcie Laboratorium Dźwięków Podwodnych (ang. Underwater Sound Laboratory) i szkolił marynarzy i oficerów w ramach Submarine and the Prospective Commanding Officers Schools w New London. Dodatkowo szkolił alianckie jednostki nawodne i samoloty w prowadzeniu wojny przeciwpodwodnej.
Większość czasu spędzał w okolicach New London. Pływał na północ do rejonu Casco Bay i na południe do zatoki Chesapeake prowadząc ćwiczenia. W rejonie New London-Narragansett Bay często pracował z TG 28.4, wydziałem rozwoju przeciwpodwodnego oraz Underwater Sound Laboratory pomagając (techniczne i taktycznie) w rozwoju wiedzy o okrętach podwodnych.
W czasie wojny "Mackerel" miał tylko jeden kontakt z wrogiem. Po opuszczeniu New London 12 kwietnia 1942 przeszedł na powierzchni do Norfolk by przeprowadzić ćwiczenia ZOP z samolotami Armii i Marynarki. Nocą 14 kwietnia wachtowi zauważyli dwa ślady torped kierujące się w stronę okrętu. Po wykonaniu alarmowego zakrętu okręt wystrzelił dwie torpedy w kierunku wynurzonego wroga. Rankiem inny, lub ten sam, okręt podwodny został wykryty, ale okręt amerykański znajdował się poza zasięgiem skutecznego ognia.
Pod koniec wojny "Mackerel" otrzymał rozkaz przejścia do Bostonu. Tam został wycofany ze służby 9 listopada 1945 i skreślony z listy okrętów floty 28 listopada 1945. 24 kwietnia 1947 został sprzedany na złom firmie North American Smelting Company z Filadelfii.